# Eccomi (romanzo)
Eccomi (Here I Am) è il quarto romanzo di Jonathan Safran Foer, pubblicato nel 2016.

## Trama
Nel romanzo si racconta la storia di una famiglia che vive a Washington lungo un arco temporale narrante di quattro settimane. L'arrivo dei parenti da Israele innesca una serie di domande a cui tutti i membri della famiglia cercano di dare disperatamente risposta. Solamente un grande terremoto, a cui fa seguito l'invasione di Israele, riuscirà a dare un senso a quegli interrogativi.

## Edizioni
- Jonathan Safran Foer, Eccomi, collana Le Fenici tascabili, traduzione di Irene Abigail Piccinini, 1ª ed., Ugo Guanda Editore, 2016, ISBN 978-88-235-0488-2.